# Offertenblatt
Ein Offertenblatt ist eine Zeitung für private Kleinanzeigen, die  in Deutschland über den Pressevertrieb und den Bahnhofsbuchhandel vertrieben wird, in der Schweiz über die Kioske.
Der Inhalt von Offertenblättern besteht überwiegend aus privaten Kleinanzeigen, die rubriziert werden. Die Einnahmen der Offertenblätter bestehen zu 30–50 % aus Vertriebserlösen und zu 50–70 % aus bezahlten Anzeigen. Eine Ausnahme bildet die in Aachen erscheinende ANNONCE, die nach eigenen Angaben seit ihrer Gründung 1986 zu mehr als 90 % aus Vertriebserlösen finanziert wird.

## Allgemeines
Die ersten Offertenblätter wurden ab 1970 in Kanada und den USA gegründet, in Deutschland ab 1983. Hier etablierten sich die Offertenblätter innerhalb kurzer Zeit als verkaufsstarke Objekte mit Verkäufen in Ballungsgebieten von bis zu 65 Exemplaren je 1000 Haushalten.
Grundsätzlich sind folgende Vorteile der Gattung „Offertenblätter“ zu nennen:
- Der Leser kauft bewusst ein Blatt, in dem nur Anzeigen enthalten sind.
- Hohe Rubrikkompetenz, keine Unterteilung in Anzeigen und Redaktion.
- Überdurchschnittliche Lesedauer.

Die meisten Blätter bieten Anzeigenschaltungen national und international an, die über ein Netzwerk abgewickelt werden.
In den letzten Jahren haben die meisten Offertenblätter Internet-Auftritte entwickelt.
Es werden verschiedene Geschäftsmodelle angeboten, meistens wird vom Abrufer eine Gebühr für das Lesen aktueller Anzeigen gefordert. Allgemein wurde das Internet in den ersten Jahren von den meisten Verlagen vollkommen unterschätzt. Die Mehrheit der Offertenblatt-Verlage machte da keine Ausnahme. Inzwischen hat sich diese Haltung zu Ansicht gewandelt, das Internet als starken Konkurrenten zu den gedruckten Offertenblättern zu sehen. Eine aussichtsreiche Gegenstrategie wurde noch nicht entwickelt. Weiterer Druck auf das Offertenblatt-Geschäft geht von den Internet-Auktionen aus. In Expertenkreisen wird ein jährlicher Umsatzrückgang von über 10 % p. a. für die gesamte Branche angenommen.

## Verbreitung
Die Verbreitungsgebiete sind in Deutschland regional, als Mindest-Verbreitungsgebiet gilt ein Bereich mit ca. drei Millionen Einwohnern. Auch hier bildete bis Februar 2007 die erwähnte Aachener Zeitung eine Ausnahme, da sich das Vertriebsgebiet lediglich auf knapp eine Million Einwohner beschränkte. Seit Februar 2007 erscheint ANNONCE auch im Großraum Köln und Bonn/Rhein-Sieg und erreicht damit mehr als drei Millionen Einwohner.
Außerhalb Deutschlands finden sich auch Offertenblätter, die landesweit vertrieben werden (Finnland, Portugal, Anonse in Polen, die Fundgrueb in der Schweiz).  Zusätzlich entstanden in den letzten Jahren Offertenblätter, die landesweit vertrieben werden und sich im Inhalt auf bestimmte Bereiche beschränken (Kfz, Immobilien, Computer usw.).
„neue medien“ schätzte im August 1988 den Markt der Offertenblätter in Deutschland mit zwei Millionen Exemplaren Druckauflage wöchentlich und einem Umsatz von 150 Mio. DM. (Copy 5/1988 schätzt 130 Mio. DM). Nach einer Statistik des BDZV haben die Offertenblätter ein Potential von 350 Mio. DM an Werbeeinnahmen.
Leseranalysen sind bisher von SperrMüll (IAM-Institut, 1987) und Zweite Hand (EMNID) bekannt. Resultat 1988/EMNID: Junge, überdurchschnittlich gebildete Leser mit gutem Einkommen kennen die Zweite Hand. Besonders hervorragende Reichweitenergebnisse bei Anzeigen-Titel-Kombinationen mit der Tagespresse: bis zu 97 % (medien IV/1988).
18 % der SperrMüll-Leser geben an, 40 bis 60 Minuten an einer Ausgabe zu lesen, 22 % mehr als 60 Minuten (Regionalum-frage IAM 1987).

## Offertenblätter in Deutschland
- A bis Z, Bremen
- Alles, Druckausgaben (bis 2011[1]):
  - Nürnberg-Nordbayern, pink, dienstags
  - Nordbayern, blau, freitags
- Annonce, Aachen, Köln-Bonn, war die erste Offertenzeitung in Europa online
- ANNONCEN AVIS, Druckausgaben (bis 2011[1]):
  - AVIS Rhein, freitags
  - AVIS Köln-Bonn, freitags
  - AVIS Norddeutschland, freitags
- das inserat, Frankfurt (alle Printausgaben wurden am 25. November 2011 eingestellt)
- Der Heisse Draht, Druckausgaben:
  - Berlin-Brandenburg
  - Braunschweig/östl. Niedersachsen/Harz
  - Chemnitz
  - Dresden
  - Halle Leipzig
  - Hannover/Niedersachsen
  - Magdeburg
  - Mecklenburg-Vorpommern
  - Münster/Münsterland
  - Osnabrück/Emsland/Wilhelmshaven/Ostfriesland/Oldenburg/Bremen
  - Ostwestfalen-Lippe
  - Thüringen
  - Hameln
  - Ibbenbüren
  - Lingen
  - Meppen/Haren
- Eberswalder Offertenblatt (gegründet 1877, eingestellt)
- Findling, Saar/Pfalz, Eifel-Hunsrück-Taunus-Westerwald
- Kurz und Fündig, Druckausgaben (bis 2011[1]):
  - Südbayern, grün, dienstags
  - Südbayern, blau, freitags
- Marktplatz, Köln, Druckausgaben:
  - grün, Dienstags
  - rot, Freitags
- Offerten-Zeitung für die katholische Geistlichkeit (bis 1993)
- Reviermarkt Druckausgaben (bis 2011[1])
  - Kompaktausgabe, rot/blau, mittwochs
  - Ruhr Ost, grün/blau, samstags
  - Ruhr West, gelb/blau, freitags
- SperrMüll, Lampertheim, Druckausgaben (bis 2011[1]):
  - Baden, orange, freitags
  - Hessen, rot, freitags
  - Kurpfalz, blau, freitags
  - Pfalz, grün, freitags
  - Rhein-Neckar-Ausgabe, gelb, dienstags
  - Württ. Unterland, violett, freitags
  - Württemberg, blau, dienstags
  - Württemberg, pink, freitags
- SUCH & FIND, wurde Ende November 2009 für den Bereich Koblenz rot-Allgemein + blau-KFZ (freitags), grün-Gesamtausgabe (dienstags) eingestellt. Die Ausgabe Leipzig gelb (donnerstags) wird weiterhin vertrieben.
- Zweite Hand, Berlin (Druckausgaben bis 2013)
- Zypresse – Das außergewöhnliche Anzeigenblatt, Freiburg
  - Kleinanzeigen für die Regionen Freiburg, Offenburg und Lörrach – kostenlos an über 3.400 Auslagestellen

## Offertenblätter in der Schweiz
- Gratisinserat
- Fundgrube
- Flohmarkt24
- Gratis-Inserate
- Gratis Anzeiger

## Offertenblätter in Österreich
- Fundgrube
- Goldgrube
- Ländleanzeiger
- SuperAnzeiger